# Châteauvieux (Loir-et-Cher)
Châteauvieux é uma comuna francesa na região administrativa do Centro, no departamento Loir-et-Cher. Estende-se por uma área de 34,35 km². Em 2010 a comuna tinha 538 habitantes (densidade: 15,7 hab./km²).